# Jean Rougeron
Jean Rougeron, est un réalisateur, scénariste et directeur artistique français.

## Biographie
En 1987, Jean Rougeron réalise le film érotique Police des mœurs qui sort le 6 mai 1987 avec pour acteur principal Yves Jouffroy. Il réalisera plusieurs films documentaires par la suite.

## Filmographie

### Comme réalisateur
- 1987 : Police des mœurs  (ou Les Filles de Saint-Tropez)
- 1988 : Dynamite Girls (documentaire)